# Arthur Knautz
Arthur Knautz (* 20. März 1911 in Daaden im Westerwald; vermisst seit 1. August 1943 in Belgorod in Russland) war ein deutscher Feldhandballspieler. Er war der Kapitän der deutschen Feldhandballmannschaft von 1936, die bei den Olympischen Spielen 1936 in Berlin die Goldmedaille gewann.
Der aus Daaden stammende gelernte Zimmermann, seit 1936 mit der Biersdorferin Erna Späth verheiratet, war zunächst im Daadener Turnverein und als Fußball-Torwart sportlich aktiv. Durch seinen Eintritt in die Reichswehr fand er den Weg zum Handball. Dort wurde er, stationiert in Ostwestfalen, Mitglied des MSV Hindenburg Minden. Dieser Verein konnte in den 1930er Jahren mehrere westfälische und auch den Deutschen Meistertitel gewinnen. 1935 folgte seine Berufung in das Aufgebot für die Olympischen Spiele 1936 in Berlin. Die deutsche Mannschaft führte er dort als Mannschaftskapitän zum Gewinn der Goldmedaille, die man sich am 14. August 1936 mit einem 10:6-Sieg über Österreich sicherte.
Neben dem Handballsport erreichte Knautz im Rahmen seiner sportlichen Laufbahn auch in der Leichtathletik beachtliche Bestmarken im Hochsprung (1,75 Meter), Weitsprung (knapp sieben Meter), Speerwurf (41,76 Meter) und Diskuswurf (32,17 Meter).
Im Zweiten Weltkrieg war er als Soldat in Russland eingesetzt und gilt dort seit 1943 als vermisst. In Daaden besteht eine nach ihm benannte Sporthalle: die Arthur-Knautz-Halle. In Daaden wohnen auch noch einige Nachfahren von ihm.